# Eriaxis
Eriaxis,  es un género monotípico de orquídeas de hábitos terrestres. Su única especie: 
Eriaxis rigida Rchb.f., Linnaea 41: 63 (1876), es originaria de Nueva Caledonia.

## Taxonomía
Eriaxis rigida fue descrita por Rchb.f.)  y publicado en Linnea 41: 63, en el año 1877.
Sinonimia
- Galeola rigida (Rchb.f.) Benth. & Hook.f., Gen. Pl. 3: 590 (1883).
- Epistephium regis-alberti Kraenzl. in H.G.Reichenbach, Xenia Orchid. 3: t. 291 (1900).[1][3]